# Carl Bekker
Carl Henrik Bekker (født 28. marts 1834 i Gammel Haderslev, død 7. maj 1887 på Diakonissestiftelsen i Flensborg) var en slesvigsk advokat og politiker.
Han var søn af lærer Bertel Petersen Bekker (1797-1870) og Ellen Kristine Torp (1792-1867). Han var en af de første studenter (1854) fra den danske latinskole i Haderslev og tog slesvigsk-dansk juridisk embedseksamen i Flensborg 1861. Han blev derefter sekretær på Gottorp Amtshus indtil krigens udbrud i 1864. Bekker deltog i krigen som frivillig officersaspirant.
Han var dernæst på kontor hos den danske advokat Carl Salicath i Haderslev. Mens de fleste dansksindede sagførere i 1867 afviste at aflægge ed til den preussiske konge, tog Bekker det modsatte parti for at forblive en hjælp for de dansksindede: i 1868 nedsatte han sig som advokat og notar i Aabenraa og virkede her til sin død som talsmand for den danske befolknings interesser. I en af disse retssager, den såkaldte Bjolderup tavlesag, blev han selv idømt tre måneders fængsel. Sagen handlede om, at de dansksindede kirkeældste i 1874 ikke ønskede, at der kom en tyskpatriotisk mindetavle op i kirken for tre faldne i Den fransk-preussiske krig 1870-71). Medlemmer af æresrådet for sagførere i Hertugdømmerne søgte dernæst at berøve ham hans sagførerbestalling, hvilket mislykkedes.
Bekker var medstifter af Sprogforeningen og dennes kasserer, til han 1886 ved J.P. Junggreens død blev dens formand. Han døde efter flere års smertefuld sygdom 7. maj 1887 i Flensborg.
Han er begravet i Aabenraa.